# Sun Yujie
Sun Yujie (10 augustus 1992) is een Chinees schermster. Yujie is actief in het onderdeel degen. Tijdens de wereldkampioenschappen schermen van 2011 won ze zowel op het individuele als in het team-evenement een zilveren medaille. 

## Palmares

### Individueel
2009
- Wereldkampioenschap voor junioren

2011
- Wereldkampioenschap
- Wereldkampioenschap voor junioren

2012
- Aziatisch kampioenschap
- Olympische Zomerspelen

### Team
2010
- Aziatische Spelen

2011
- Wereldkampioenschap voor junioren
- Wereldkampioenschap

2012
- OS

1996: Barlois, Flessel, Moressée-Pichot ·
2000: Aznavoerjan, Jermakova, Logoenova, Mazina ·
2004: Logoenova, Aznavoerjan, Jermakova, Sivkova ·
2012: Na, Xiaojuan, Yujie, Anqi ·
2016: Dinu, Gherman, Pop, Popescu ·
2020: Beljajeva, Embrich, Kirpu, Lehis ·
2024: Fiamingo, Navarria, Rizzi, Santuccio